# Jean Nicolas Rakotojaona
Jean Nicolas Rakotojaona (* 18. Januar 1973 in Anosy Avaratra) ist ein madagassischer römisch-katholischer Geistlicher und Weihbischof in Morondava.

## Leben
Jean Nicolas Rakotojaona besuchte von 1981 bis 1985 die Grundschule in Avaradrano sowie von 1985 bis 1989 das Collège d’Enseignement Géneral in Sabotsy Namehana und von 1989 bis 1992 das Kleine Seminar in Ambohipo. Nachdem er von 1992 bis 1994 ein theologisches Propädeutikum am propädeutischen Seminar Victoire Rasoamanarivo in Ambohipo absolviert hatte, studierte er Philosophie am Priesterseminar Saint Paul Apôtre in Manantenasoa (1994–1997) und Katholische Theologie am Priesterseminar Sainte Thérèse de l’Enfant-Jésus in Faliarivo (1998–2002). Rakotojaona wurde am 4. August 2001 in Ambohipo zum Diakon geweiht und empfing am 3. August 2002 in Faliarivo das Sakrament der Priesterweihe für das Erzbistum Antananarivo.
Rakotojaona war zunächst als Pfarrvikar im Distrikt Ihazolava (2002–2004) sowie in Andohatapenaka und in Ampefiloha (2004–2006) tätig. Daneben erwarb er 2006 nach weiterführenden Studien an der Université Catholique de Madagascar in Antananarivo einen Master im Fach Religionsphilosophie. Von 2006 bis 2009 leitete er das propädeutische Seminar Victoire Rasoamanarivo in Ambohipo und lehrte Katholische Soziallehre am Institut Supérieur de Technologie d’Antananarivo und Philosophie am Kleinen Seminar in Ambohipo, bevor er 2009 Pfarrer in Ambanidia wurde. 2011 wurde Rakotojaona für weiterführende Studien in die Schweiz entsandt, wo er 2018 an der Université de Fribourg bei Helmut Zander mit der Arbeit Volonté de „Fihavanana“. Une Comparaison avec l’Observance de la „Berît“ dans le Livre du Deutéronome („Der Wille zu ‚Fihavanana‘. Ein Vergleich mit der Einhaltung des ‚Berît‘ im Buch Deuteronomium“) zum Doktor der Theologie promoviert wurde. Ab 2017 fungierte Rakotojaona als Subregens und ab 2018 als Regens des Priesterseminars Saint Paul Apôtre in Manantenasoa. Daneben lehrte er ab 2019 Religionsphilosophie an den Priesterseminaren Saint Paul Apôtre in Manantenasoa, Saint Jean-Baptiste in Vohitsoa und Saint Jean-Marie Vianney in Moramanga sowie Religionstheologie am Priesterseminar Sainte Thérèse de l’Enfant-Jésus in Faliarivo und Theologische Ethik am Studienzentrum für Ordensleute in Antsirabe. Zudem wirkte er ab 2022 als Professor für interreligiösen Dialog am Centre National de Formation Catéchétique (CNFC) in Antanimena und ab 2023 als Professor für Theologische Anthropologie an der Université Catholique de Madagascar in Antananarivo.
Am 19. Mai 2023 ernannte ihn Papst Franziskus zum Titularbischof von Dragonara und zum Weihbischof in Morondava. Der Bischof von Morondava, Marie Fabien Raharilamboniaina OCD, spendete ihm am 2. Juli desselben Jahres auf dem Vorplatz des Collège Saint Paul in Morondava die Bischofsweihe; Mitkonsekratoren waren der Erzbischof von Toamasina, Désiré Kardinal Tsarahazana, und der emeritierte Erzbischof von Antananarivo, Odon Marie Arsène Razanakolona.

## Schriften
- Volonté de „Fihavanana“. Une Comparaison avec l’Observance de la „Berît“ dans le Livre du Deutéronome. Université de Fribourg, Fribourg 2021 (unifr.ch [PDF; 2,7 MB]).